# Alle Tage ist kein Sonntag (1959)
Alle Tage ist kein Sonntag ist ein deutscher Spielfilm von Helmut Weiss aus dem Jahr 1959. Er beruht auf der Novelle Zwei Gitarren von Wolodja Semitjow. Elisabeth Müller spielt die Mutter von Zwillingen, die zwischen zwei sehr verschiedenen Männern steht, verkörpert von Paul Hubschmid und Dietmar Schönherr.

## Handlung
Eva Kende lebt mit ihren achtjährigen Zwillingen Peter und Paul in der Künstlerpension von Fanny Knöbel. Hier ziehen für einen Tag auch einige Sänger des Don Kosaken Chors Serge Jaroff ein, der sich auf Tournee befindet. Einer der Sänger ist Mitja Burganoff, der sich in Eva verliebt. Die jedoch hat ein Geheimnis: Vor ihren Kindern behauptet sie stets, verheiratet zu sein und dass der Vater verreist ist. In Wirklichkeit hat sie von ihrem Freund Alexander Brandstetter nichts mehr gehört, seit sie ihm vor acht Jahren von ihrer Schwangerschaft geschrieben hatte. Auch vor Mitja hält sie geheim, dass sie von ihrem Freund sitzengelassen wurde.
Nach einem Konzertbesuch bei den Don Kosaken verunglückt Eva und muss mit einer Gehirnerschütterung ins Krankenhaus eingeliefert werden. Die Zeit ohne Mutter nutzen die Zwillinge aus. Sie wollen endlich ihren Vater kennenlernen, und so begibt sich Peter allein nach Frankfurt am Main zur Firma Brandstetter, um seinen Vater aufzusuchen. Er wird zu Karl Brandstetter vorgelassen und zeigt ihm das Foto, das Eva ihnen stets als das ihres Vaters präsentiert hatte. Karl erkennt darauf seinen Bruder Alexander, vermag Peter jedoch nicht zu berichtigen und spielt erzwungenermaßen seinen Vater.
Als die genesene Eva in Frankfurt Peter abholen kommt, eröffnet Karl ihr, dass Alexander seit acht Jahren tot ist – er hat nie erfahren, dass er Vater geworden ist und sie daher auch nie sitzengelassen hat. Als Eva mit Peter zurück nach Hause fahren will, rebelliert er, da Karl als Vater mitkommen soll. Eva reist mit beiden Kindern in den Schwarzwald, und auch Karl kommt kurze Zeit später nach. Obwohl er den Kindern erklären will, dass er nicht ihr Vater ist, verhindern verschiedene Umstände dies. Im Schwarzwald erscheint auch Mitja, der für Eva den Don-Kosaken-Chor verlassen hat. Als Mitglied hätte er eine Ehefrau nicht mit auf Tournee nehmen dürfen. Der windige Agent Pacher machte ihm jedoch Hoffnung auf eine Karriere als Opernsänger. Die zerschlägt sich schnell, und Mitja muss nun in kleinen Bars tingeln. Eva wiederum kann seinen Heiratsantrag nicht annehmen, hat sie sich doch längst in Karl verliebt. Sie bittet Serge Jaroff, Mitja wieder in seinem Chor aufzunehmen.
Peter und Paul ahnen, dass Eva und Karl nicht miteinander verheiratet sind. Bevor sie der Sache jedoch auf den Grund gehen können, entscheiden sich Eva und Karl heimlich, tatsächlich zu heiraten. Da Fanny Knöbel beiden den Trauungsort verrät, sind die Zwillinge am Ende bei der Eheschließung dabei. Für das Brautpaar singt der Don-Kosaken-Chor auf der Orgelempore. Auch Mitja ist wieder ein Mitglied des Chors und sieht Eva mit Tränen in den Augen die Kirche verlassen.

## Produktion, Veröffentlichung

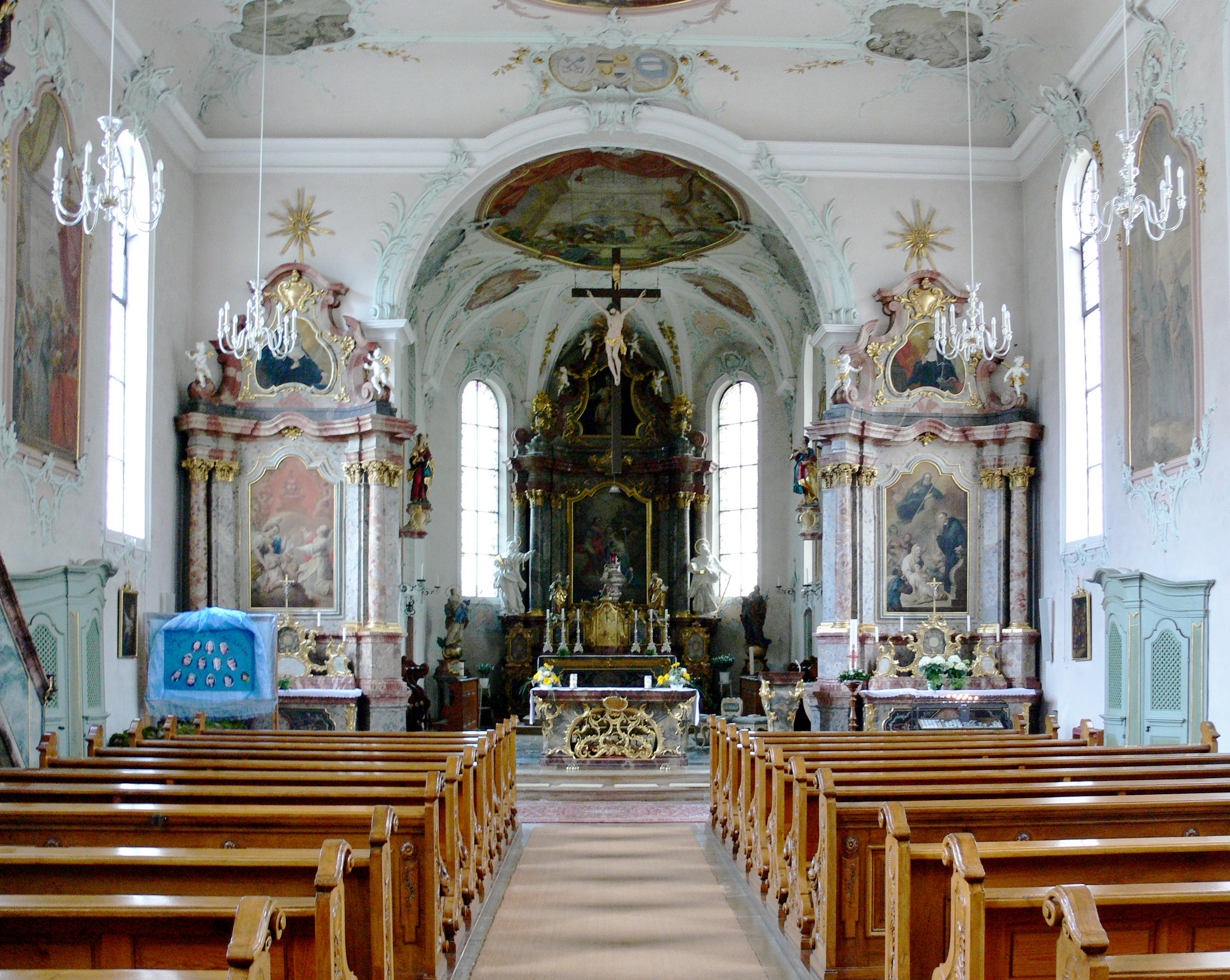
Die Kirche St. Ulrich im Schwarzwald, Drehort der Hochzeit

Der Film wurde in den Ufa-Ateliers Berlin-Tempelhof gedreht. Einige Außenaufnahmen, wie der Straßenbahnunfall und der Theaterbesuch, wurden am Spielort Freiburg im Breisgau gedreht. Die Hochzeitsszenen am Ende des Films entstanden in der Kirche St. Ulrich im Schwarzwald, wobei die Orgelszenen in einer anderen Kirche aufgenommen wurden. Die Produktionsleitung hatte Hans Lehmann, für die Filmbauten waren Willi A. Herrmann und Karl Schneider verantwortlich. Die Herstellungsleitung lag bei Heinz Willeg.
Alle Tage ist kein Sonntag entstand nach der Novelle Zwei Gitarren von Wolodja Semitjow unter Verwendung des Liedes Alle Tage ist kein Sonntag von Carl Clewing und Carl Ferdinand, das im Film angesungen wird. Der Arbeitstitel lautete auch Zwei Gitarren. Es singen zudem die Don Kosaken unter der Leitung von Serge Jaroff russische Lieder, aber auch deutschsprachige Volkslieder wie Heidenröslein.
Der Film kam am 12. August 1959 per Massenstart in die deutschen Kinos. Am 27. Oktober 2017 brachte die Edel Germany GmbH den Film auf DVD heraus.

## Kritik
Der film-dienst nannte Alle Tage ist kein Sonntag einen „von Stoff und Milieu her auf Rührseligkeit angelegte[n] Liebesfilm“ und eine „westdeutsche ‚Gartenlaube‘ 1959“.
Als „zuckrige Heile-Welt-Klischees“ fasste Cinema den Film zusammen.
Der Kritiker Falk Schwarz meinte, „bei vielen deutschen Filmen der B-Klasse stell[e] sich das Problem der Autentizität“. Wenn „ein Schauspieler eine Rolle“ übernehme, müsse sie „glaubhaft gestaltet werden. Wenn der Österreicher Dietmar Schönherr den russischen Startenor der Donkosaken“ spiele und „seinem perlenden Deutsch ein wenig slawischen Akzent beimisch[e], mach[e] das noch keinen Russen“. Schwarz bemängelte das Drehbuch, das „arg auf Kante genäht“ sei. Da Produzent Ulrich den Donkosakenchor geliebt habe, müsse nun „um diesen Chor herum eine Story konstruiert werden“. „Leider“ müsse man aber „auch feststellen, dass Elisabeth Müller noch weniger aus ihrer Rolle mach[e] als ihr das Drehbuch schon nicht hineingeschrieben“ habe. Oder sei es Regisseur Helmut Weiss gewesen, „der sie so wollte? Dann hätte sie die Rolle nicht übernehmen dürfen – eben wegen der Authentizität“.